# Щурові
Щурові, або норицеві, або полівкові (Arvicolidae) — родина мишовидих гризунів (Rodentia Muroidea), що включає близько 100 сучасних видів дрібних тварин. Нерідко розглядають як підродину родини хом'якових (Cricetidae), але завжди у складі надродини мишуваті (Muroidea).

## Таксономія та філогенія

### Типовий рід
Типовий рід родини — щур (Arvicola Lacepede), представлений у фауні України двома сучасними видами: щуром водяним (Arvicola amphibius) і щуром гірським (Arvicola scherman).
- про поширений синонім див.: полівкові

### Ранг групи
Найчастіше нориць (=полівкові, УРЕ 1981, c. 468) розглядають як окрему родину (Arvicolidae), близьку до родин хом'якових (Cricetidae), піщанкових (Gerbillidae) і мишачих (Muridae). У менш дробних класифікаціях нориць розглядають як підродину родини хом'якових (Cricetidae s.l.), у ще менш розгалужених класифікаціях всі названі групи розглядають у складі великої родини мишових (= мишиних, Muridae s.l.).

### Філогенія

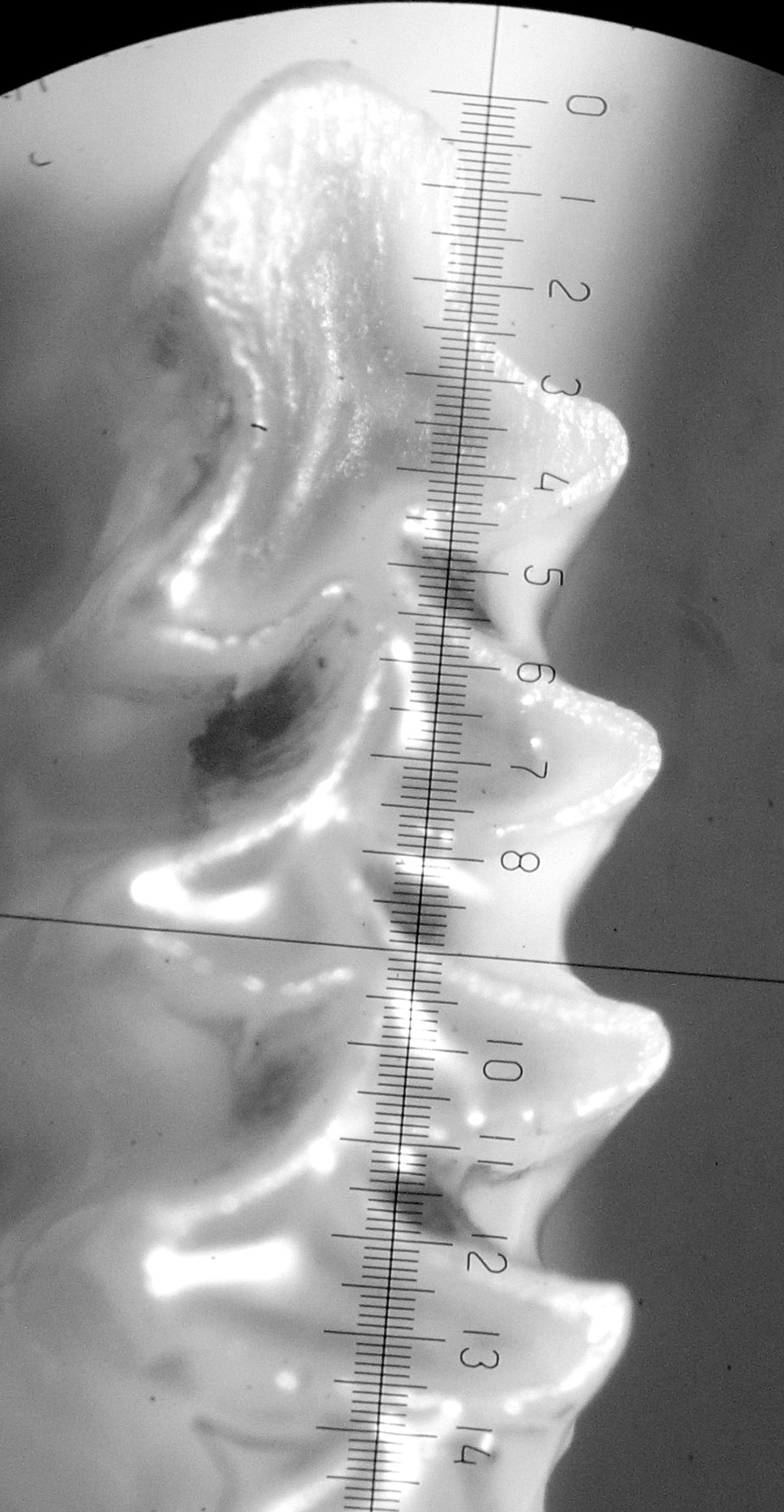
жуйна поверхня M_{1} щура (Arvicola) — ключ до вивчення філогенії

Нориць звичайно розглядають як групу, що є похідною від давніх хом'якових. Найвідокремленішою, найдавнішою і найпримітивнішою групою норицевих є сліпушки (триба Ellobiusini), наймолодшою і найрізноманітнішою за видовим складом є т. зв. «сірі нориці» (триба Arvicolini). У дослідженнях викопних фаун величезне значення мають строкатки (триба Lagurini), представлені у сучасній фауні Європи єдиним видом — строкаткою степовою (Lagurus lagurus). Прабатьками сучасних щурових розглядають рід Baranomys із підродини Baranomyinae родини Cricetidae.

## Обсяг і типові представники
Здебільшого це невеликі тварини, вкрити щільним хутром, такі як полівки (Microtus) і лемінги, деякі, такі як сліпунець (Ellobius talpinus) та Hyperacrius, пристосувалися до підземного способу життя. Інші, такі як ондатра (Ondatra), неофібер (Neofiber) і щур (Arvicola), більші та пристосовані до водного життя.
Погляди на видовий обсяг родини постійно змінюються, то у бік подрібнення видів, то у бік об'єднання їх. Загальною тенденцією є подрібнення класифікації.
Найвідомішими у складі фауни України видами є щур водяний (Arvicola amphibius), ондатра (Ondatra zibethicus) (адвентивний вид), «полівка звичайна» (Microtus arvalis). Останній вид має кілька видів-двійників і представлений у фауні України і суміжних країн трьома близькими видами.

## Триби та роди

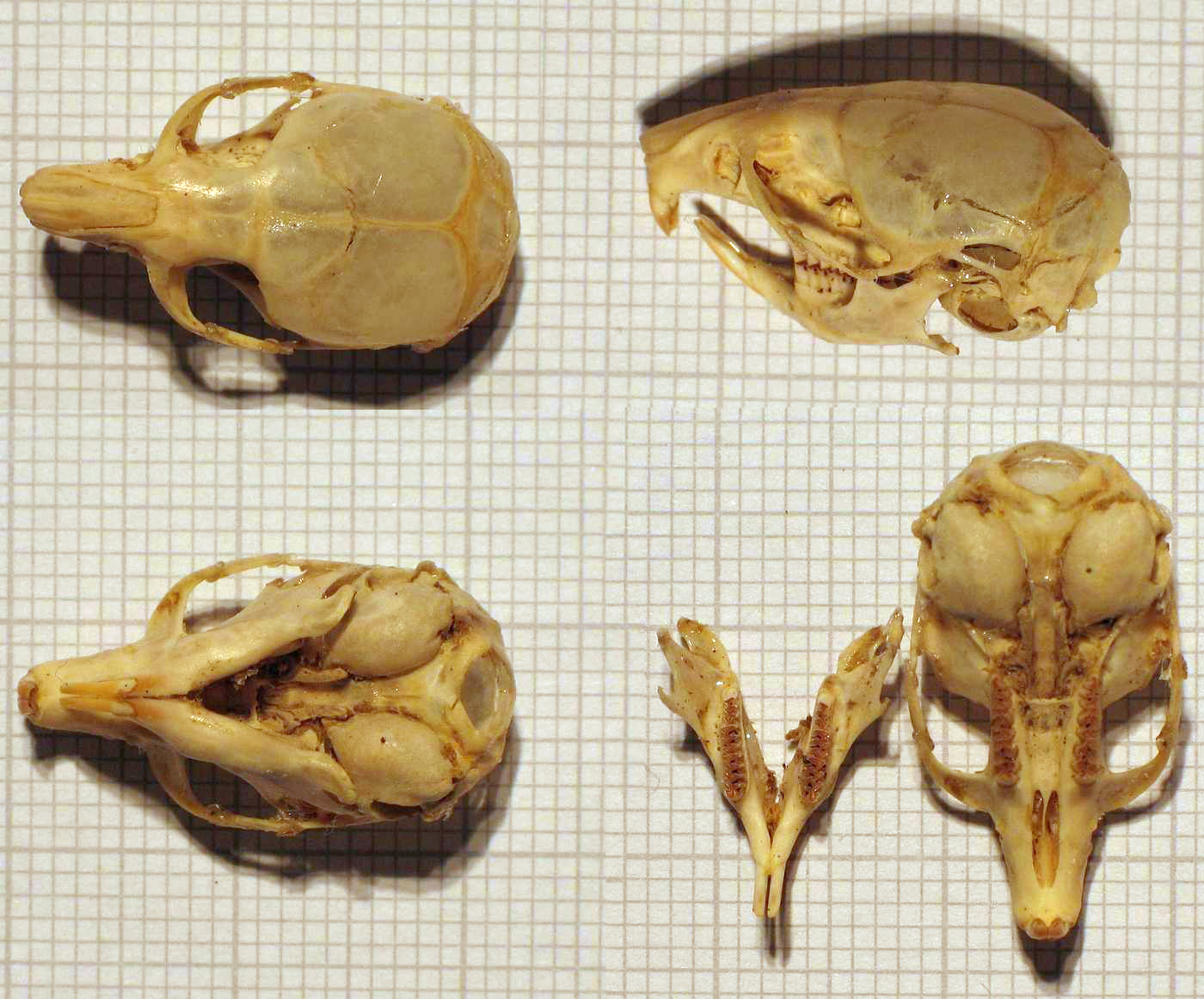
Череп і щелепи нориці рудої (Myodes glareolus) та жуйна поверхня молярів — важливі ознаки в розрізненні родів і видів щурових

Класифікація щурових є дуже добре деталізованою у зв'язку з великим видовим різноманіттям, значною роллю у полеозоологічних реконструкціях та великим господарським значенням. У дослідженнях таксономії сучасних форм група є надзвичайно цікавою через велику мінливість хромосомних чисел (2n = 18-62) та значну морфологічну мінливість. Важливим фактором успішних і детальних ревізій групи є також велика мінливість ознак зубної системи (зокрема, морфології жуйної поверхні кутніх зубів, особливо M1 та M3).
При класифікуванні родів завжди звертають увагу на дві системи морфологічних ознак:
- на краніальні особливості (пропорції черепа, розвиток твердого піднебіння, слухові барабани)
- на морфологію кутніх зубів (наявність коренів, цементу, складність жуйної поверхні M1 та M3)[1]

### група коренезубих і безцементних

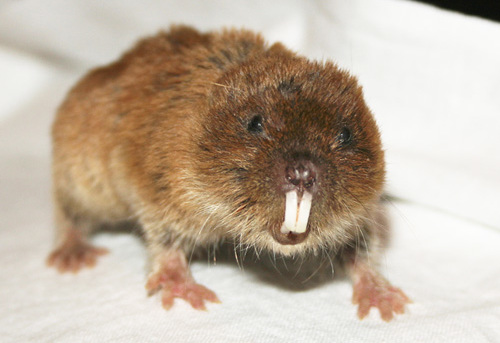
Ellobius talpinus — сліпушок степовий: унікальний вид щурових у фауні України

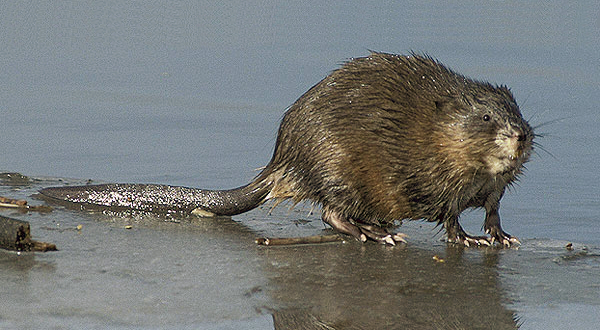
ондатра болотяна (Ondatra zibethicus) акліматизована в Україні

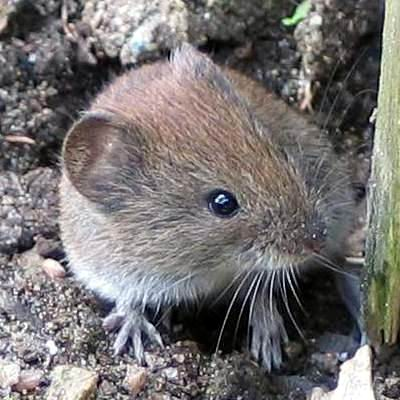
Нориця руда (Myodes glareolus) — типовий мешканець лісів Європи

- Триба Ellobiusini Gill, 1872
  - сліпушок — Ellobius Fischer, 1814
  - †Ungaromys Kormos, 1932

- Триба Ondatrini Gray, 1825
  - ондатра — Ondatra Link, 1795 (іноді виділяють у підродину Ondatrinae у складі родини Arvicolidae[2])
  - †Ogmodontomys Hibbard 1941 (іноді виділяють у підродину Ondatrinae у складі родини Arvicolidae[2])

- Триба Clethrionomyini Hooper & Hart, 1962
  - Alticola Blanford, 1881.
  - Arborimus Taylor, 1915.
  - нориця — Myodes Pallas, 1811
  - Dinaromys Kretzoi, 1955
  - Eothenomys Miller, 1896
  - Hyperacrius Miller, 1896
  - Phaulomys Thomas, 1905
  - Phenacomys Merriam, 1889
  - †Dolomys Nehring, 1898
  - †Pliomys Méhely, 1914
  - †Guildayomys Zakrewski, 1984 (іноді виділяють у підродину Pliophenacomyinae у складі родини Arvicolidae[2])
  - †Pliolemmus Hibbard, 1937 (іноді виділяють у підродину Pliophenacomyinae у складі родини Arvicolidae[2])
  - †Pliophenacomys Hibbard, 1937 (іноді виділяють у підродину Pliophenacomyinae у складі родини Arvicolidae[2])
  - †Propliophenacomys Martin, 1975 (іноді виділяють у підродину Pliophenacomyinae у складі родини Arvicolidae[2])

- Триба Prometheomyini Kretzoi, 1955
  - Prometheomys Satunin, 1901
  - †Stachomys Kowalski, 1960

- Триба Myodini
  - Alticola
  - Caryomys
  - Eothenomys
  - Hyperacrius

### група некоренезубих і безцементних
- Триба Dicrostonychini Kretzoi, 1955
  - Dicrostonyx Gloger, 1841 (іноді виділяють у підродину Discrostonychinae у складі родини Arvicolidae[2])
  - †Predicrostonyx Guthrie & Matthews, 19711 (іноді виділяють у підродину Discrostonychinae у складі родини Arvicolidae[2])

- Триба Lagurini
  - Eolagurus
  - строкатка — Lagurus

### група некоренезубих і цементних

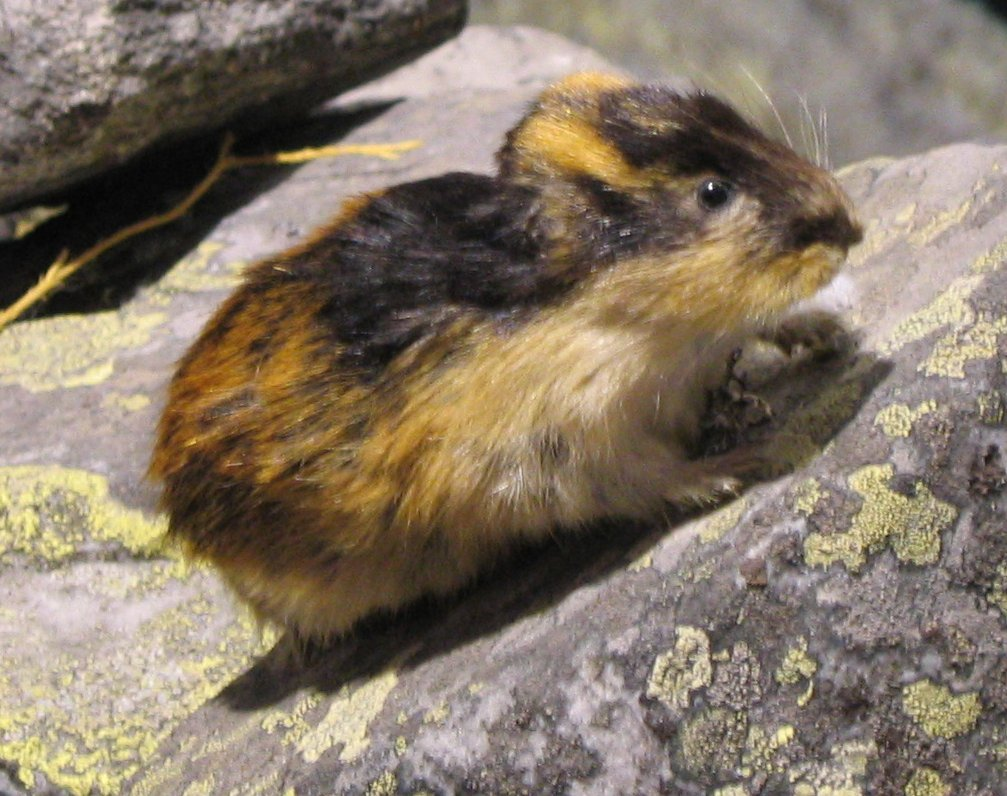
Lemmus lemmus — лемінг сибірський

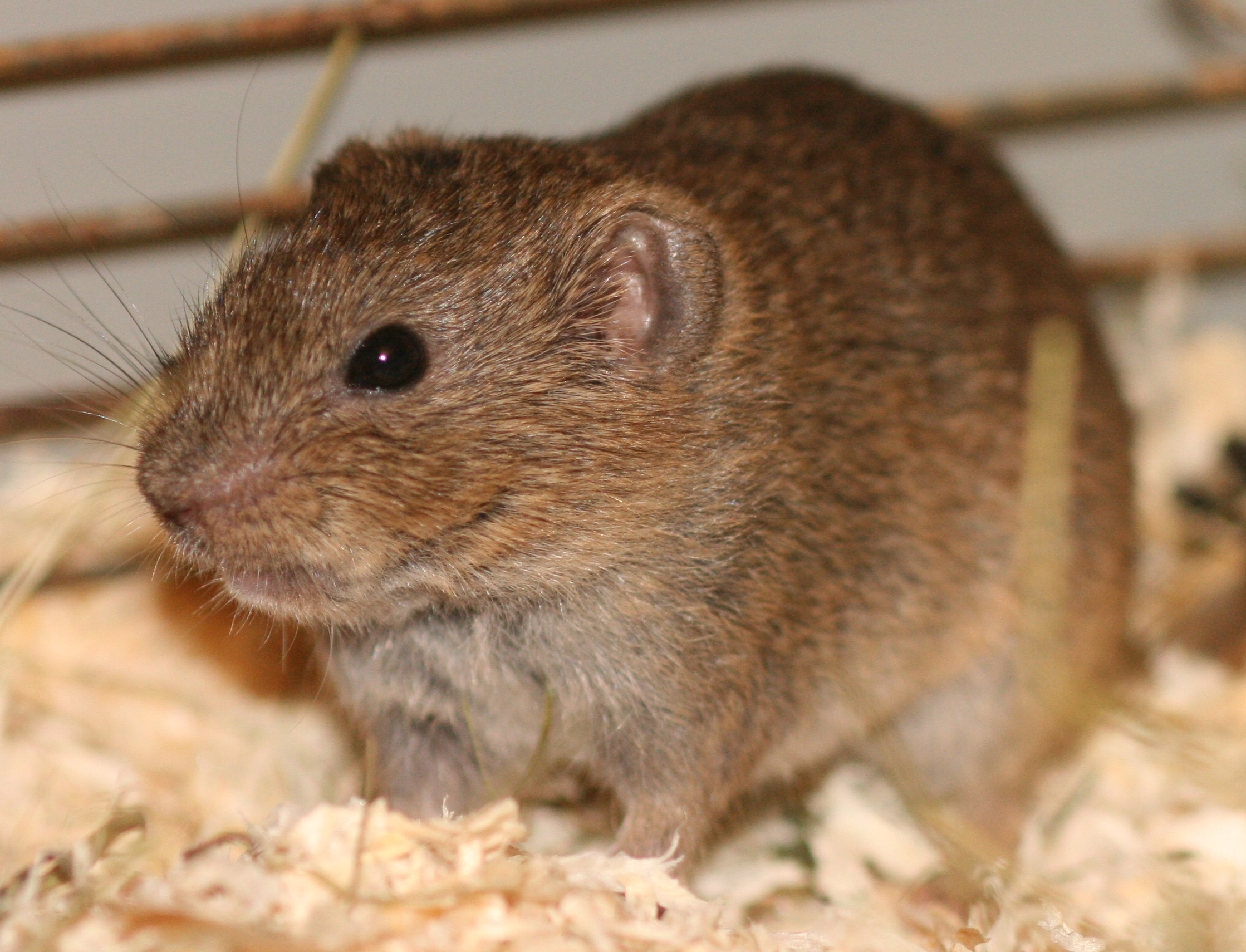
Synaptomys cooperi — болотяний лемінг

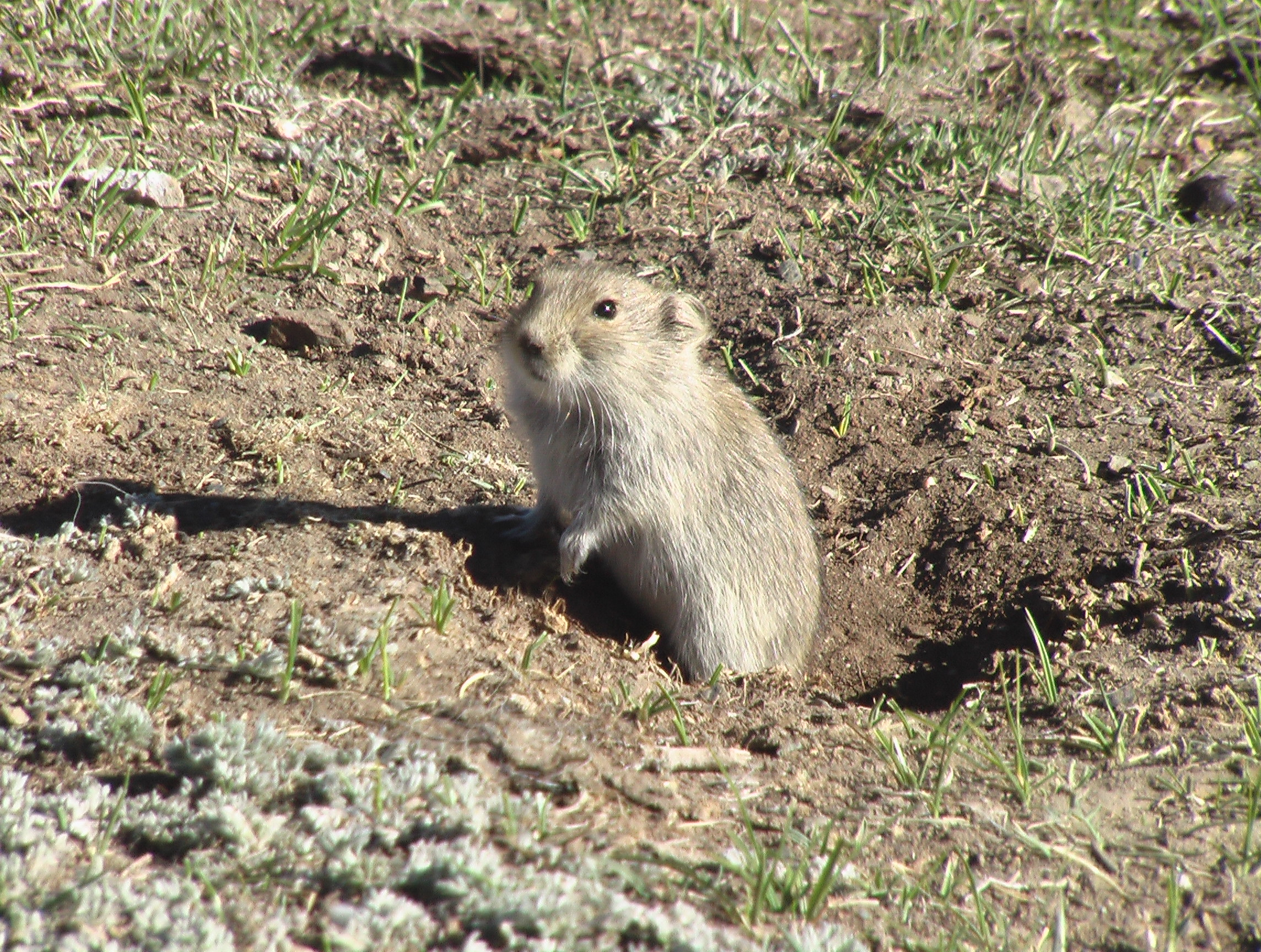
Lasiopodomys brandtii — брандтова нориця

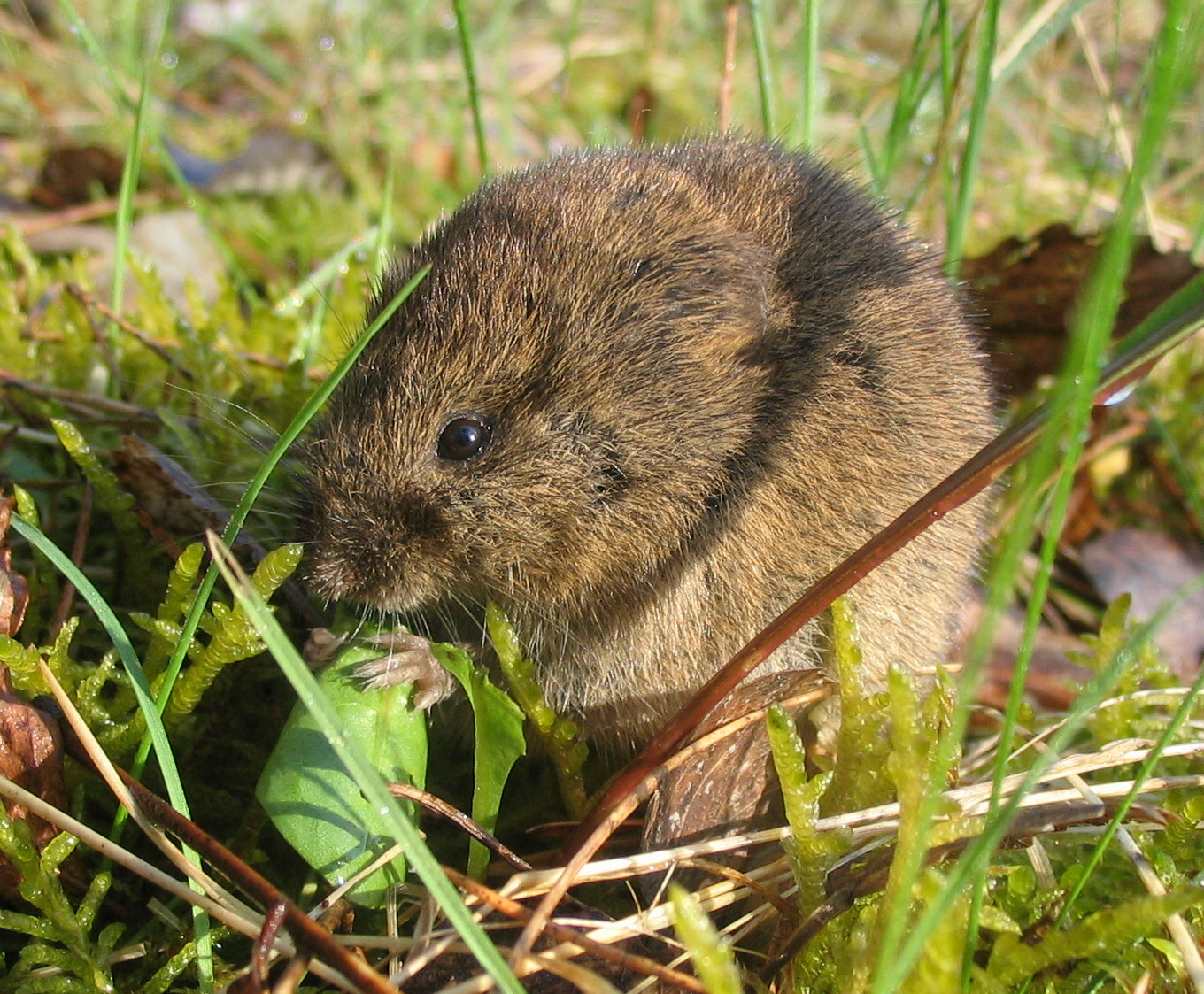
полівка «звичайна», Microtus arvalis — надвид, що включає 8-10 видів-двійників і морфологічно близьких видів

- Триба Lemmini Gray, 1825
  - лемінг — Lemmus Link, 1795 (іноді виділяють у підродину Lemminae у складі родини Arvicolidae[2])
  - †Plioctomys Suchov, 1976 (іноді виділяють у підродину Lemminae у складі родини Arvicolidae[2])
  - †Mictomys (іноді виділяють у підродину Lemminae у складі родини Arvicolidae[2])
  - Synaptomys Baird, 1858 (іноді виділяють у підродину Lemminae у складі родини Arvicolidae[2])
  - Myopus Miller, 1910

- Триба Neofibrini Hooper & Hart, 1962
  - Neofiber True, 1884.
  - †Proneofiber Hibbard & Dalquest, 1973

- Триба Arvicolini Gray, 1821
  - Arvicola Lacepede, 1799 — щур
  - Alexandromys Ognev, 1914 — шапарка
  - Chionomys Miller, 1908.
  - Lasiopodomys Lataste, 1887
  - Lemmiscus Thomas, 1912
  - Microtus Schrank, 1798 — полівка
  - Proedromys Thomas, 1911
  - Volemys Zagorodnyuk, 1990 — волеміс
  - †Atopomys Patton, 1965 (іноді виділяють у підродину Nebraskomyinae у складі родини Arvicolidae[2])
  - †Cromeromys Zazhigin, 1980 — кромероміс
  - †Hibbardomys Zakrzewski, 1984
  - †Huananomys Zheng, 1992
  - †Jordanomys Haas, 1966
  - †Kalymnomys von Koenigswald, Fejfar & Tchernov, 1992
  - †Kilarcola Kotlia, 1985
  - †Mimomys Forsyth Major, 1902 — мімоміс
  - †Nebraskomys Hibbard, 1957 (іноді виділяють у підродину Nebraskomyinae у складі родини Arvicolidae[2])
  - †Nemausia Chaline & Laborier, 1981
  - †Promimomys Kretzoi, 1955 — промімоміс (іноді виділяють у власну підродину Promimomyinae у складі родини Arvicolidae[2])
  - †Prosomys Shotwell, 1956
  - †Tyrrhenicola Forsyth Major, 1905
  - †Villanyia Kretzoi, 1956 — віланія
  - †Pitymimomys Tesakov, 1998
  - †Borsodia Janossy et van der Meulen, 1975
  - †Allophaiomys Kormos, 1932
  - †Prolagurus Kormos,1938

### Невизначений статус
- - †Aratomys Zazhigin in Gromov, 1972
  - †Loupomys von Koenigswald & Martin, 1984
  - †Visternomys Radulesco & Samson, 1986

## Поширення
Норицеві мають голарктичне розповсюдження та являють собою одну з головних груп мишовидих гризунів (Myomorpha) як Старого Світу, так і Нового Світу. Добре пристосовані до мешкання під снігом узимку, не впадаючи у сплячку. Характеризуються значними коливаннями у численності популяцій.

## Значення
Представники родини є ключовою групою у вивченні пліоценових і плейстоценових фаун Голарктики (у т. ч. й на території України) і є об'єктом біостратиграфічних, палеофауністичних і палеоекологічних досліджень і реконструкцій. Тільки в Україні і на матеріалах з України та суміжних країн підготовлено не менше 10 дисертацій щодо викопних норицевих (Л. Рековець, О. Тесаков та ін.)
У сучасній фауні щурові є об'єктом особливої уваги станцій захисту рослин і, як активні учасники низки зоонозів (лептоспіроз, туляремія тощо), — об'єктами уваги відділів особливо-небезпечних інфекції в обласних санепідемстанціях.

## виноски
1. ↑  M1 та M3 — стандартні позначення першого нижнього та третього (останнього) верхнього кутніх зубів, морфологія жуйної поверхні яких відіграє визначну роль у діагностиці і систематичних та філогенетичних дослідженнях цієї груп мишоподібних.
2. 1 2 3 4 5 6 7 8 9 10 11 12 13 14 15  Martin, R. A. Arvicolidae // Evolution of Tertiary Mammals of North America. — Cambridge University Press, 2008. — С. 480–497. — doi:10.1017/CBO9780511541438.029.